# グリーン・イズ・ビューティフル
『グリーン・イズ・ビューティフル』（Green Is Beautiful）は、アメリカ合衆国のジャズ・ギタリスト、グラント・グリーンが1970年に録音・発表したスタジオ・アルバム。

## 背景
前作『キャリーン・オン』に続く、グリーンにとって2作目のジャズ・ファンク・アルバムだが、前作ではローズ・ピアノが使用されていたのに対し、本作ではハモンドオルガンが使用されたというサウンド面での変化がある。「ア・デイ・イン・ザ・ライフ」はビートルズのカヴァーで、本作におけるギター・ソロは、以前にこの曲を取り上げたジャズ・ギタリスト、ウェス・モンゴメリーに敬意が表されている。

## 反響・評価
アメリカでは『ビルボード』のR&Bアルバム・チャートで最高24位を記録した。スティーヴ・ヒューイはオールミュージックにおいて5点満点中3点を付け「ソフトな色合いだった『キャリーン・オン』よりも、ハードでファンキーなR&Bをこなしている」「明らかに商業的かつ、ジャズ以外のファンにとって親しみやすい作品で、それは（ジャズの純粋主義者の異論はどうあれ）必ずしも悪いことではない」と評している。

## 収録曲
1. エイント・イット・ファンキー・ナウ - "Ain't It Funky Now" (James Brown) - 9:59
2. ア・デイ・イン・ザ・ライフ - "A Day in the Life" (John Lennon, Paul McCartney) - 9:02
3. ザ・ウィンドジャマー - "The Windjammer" (Neal Creque) - 5:42
4. 恋よさようなら - "I'll Never Fall in Love Again" (Burt Bacharach, Hal David) - 6:47
5. ドラキュラ - "Dracula" (N. Creque) - 6:04

## 参加ミュージシャン
- グラント・グリーン - ギター
- ブルー・ミッチェル - トランペット
- クロード・バーティ - テナー・サクソフォーン
- エマニュエル・リギンス - ハモンドオルガン(on #1, #2, #4, #5)
- ニール・クリーキー - ハモンドオルガン(on #3)
- ジミー・ルイス - エレクトリックベース
- アイドリス・ムハマッド（英語版） - ドラムス
- キャンディド - コンガ
- リチャード・ランドラム - ボンゴ